# Moses Malone
Moses Eugene Malone (Petersburg (Virginia), 23 maart 1955 – aldaar, 13 september 2015) was een Amerikaans basketbalspeler.
Malone speelde zowel in de ABA als in de NBA, won driemaal de NBA MVP en behoorde tot de 50 beste spelers van de NBA.

## Levensloop
Malone begon zijn profcarrière na het afronden van de middelbare school. Zijn carrière zou uiteindelijk 21 jaar duren. Hij ging in 1995 met pensioen, na 19 seizoenen in de NBA te hebben gespeeld. Hij was op dat moment de laatste speler die nog actief was geweest in de ABA. Hij kreeg in beide competities tal van onderscheidingen. In 1983 won hij de NBA-finale met de Philadelphia 76ers. Hij speelde twaalf keer de All-Star Game. In 2001 kreeg hij een plaats in de Hall of Fame.
Op 13 september 2015 overleed Malone op 60-jarige leeftijd in zijn slaap, waarschijnlijk aan de gevolgen van een hartaanval. "Big Mo" werd begraven aan de Memorial Oaks Cemetery in Houston.